# Wetgeving op de jaarrekening
Met de Nederlandse en Belgische wetgeving op de boekhouding en de jaarrekening heeft de wetgever geprobeerd de boekhouding en jaarrekening te uniformiseren, zowel naar vorm (templates) als inhoud. De voornaamste richtlijnen zijn gekend als de vierde en de zevende richtlijn voor het vennootschapsrecht. 
De wetgevingen zijn de nationale uitwerking van Europese richtlijnen, en daarom zowel in Nederland als België erg vergelijkbaar.   

## Bedoeling
Zij hebben tot doel een eenvormigheid in de boekhouding en de jaarrekening van ondernemingen tot stand te brengen.  Deze eenvormigheid slaat op zowel op de vorm als de inhoud. Enerzijds worden modellen voorgeschreven waarin de balans, resultatenrekening en toelichting moeten worden gepresenteerd.  Anderzijds worden waarderingsregels uitgewerkt over de manier waarop en tegen welke waarde alle bezittingen, tegoeden, schulden, opbrengsten, kosten en alle andere verrichtingen moeten geregistreerd worden.  
Er bestaan daarvoor nog verschillende en niet altijd gelijkluidende standaarden.  Door Amerikaanse beursgenoteerde ondernemingen volgens US-GAAP opgestelde jaarrekeningen oefenen een sterke invloed uit op de (meer Europese) normen IAS en IFRS.  

## Europese harmonisatie
De harmonisatie van het vennootschapsrecht is gebaseerd op artikel 54, lid 3,onder g), van het EG-Verdrag. Op grond van de Vierde Richtlijn (78/660/EEG) van de Raad van 25 juli 1978 moeten alle naamloze vennootschappen een jaarrekening opstellen.  De richtlijn bevat nog een groot aantal keuzemogelijkheden voor de Lid-Staten of voor de ondernemingen, en vrijstellingen voor kleine en middelgrote ondernemingen. De Zevende Richtlijn (83/349/EEG) van de Raad van 13 juni 1983 heeft betrekking op de geconsolideerde jaarrekening. Op grond van deze richtlijn moet een moederonderneming, naast haar individuele jaarrekening, een geconsolideerdejaarrekening en een geconsolideerd jaarverslag opstellen waarin de financiële situatie van de groep wordt beschreven alsof het één entiteit betrof.  Nadien volgden nog twee sectoriële richtlijnen, namelijk voor de banken en andere financiële instellingen (Richtlijn 86/635/EEG van de Raad van 8 december 1986) en voor de verzekeringsondernemingen (Richtlijn 91/674/EEG van de Raad van 19 december 1991).  Deze basisrichtlijnen werden herhaaldelijk aangepast en aangevuld.
Sinds kort zijn er ook een (rechtstreeks werkende) verordeningen, bijvoorbeeld:
- Verordening 1606/2002 van 19 juni 2002, PbEG L  243/1 van 11 september 2002 over verplichte toepassing van IFRS in 2005
- Verordening (EG) nr. 1725/2003 van de Commissie van 29 september 2003 tot goedkeuring van bepaalde internationale standaarden voor jaarrekeningen.

## Nationale omzetting

### Nederlandse wetgeving
De Nederlandse wetgeving ter zake is voornamelijk opgenomen in het Boek 2 van het Nederlandse Burgerlijk Wetboek, in Titel 9. Verder zijn er in Nederland sinds 2005 aanvullende regels in de vorm van richtlijnen door de Raad voor de Jaarverslaggeving (RJ), onderverdeeld in richtlijnen voor kleine (niet controleplichtig) en middel- tot grote ondernemingen (controleplichtig). Bovendien spelen de internationaal geformuleerde accounting standards IFRS voor multi-nationals een grote rol. De verwachting is dat deze in de loop van dit decennium ook voor andere vennootschappen een rol gaan spelen. Beide zijn in Titel 9 BW2 opgenomen, als toegestane, dan wel verplichte onderdelen daarvan.
Onderscheiden worden de commerciële en de fiscale jaarrekening. Bij bijvoorbeeld een BV moet de commerciële  jaarrekening ingevolge titel 9 van boek 2 BW gedeponeerd worden in het Handelsregister. Deze 
dient ter financiële verantwoording aan aandeelhouders, kredietverstrekkers, handelspartners en andere belanghebbenden. Zij is gericht op het verschaffen van inzicht in de grootte en samenstelling van het vermogen
en het resultaat van de rechtspersoon. De fiscale jaarrekening dient voor de aangifte vennootschapsbelasting. Er kunnen ook verschillende grondslagen gehanteerd worden, verplicht of vrijwillig.
De Wet van 12 juni 2008 tot wijziging van Boek 2 van het Burgerlijk Wetboek in verband met invoering van de mogelijkheid de jaarrekening van kleine rechtspersonen op te stellen volgens fiscale grondslagen bepaalt dat in bepaalde gevallen de fiscale grondslagen ook voor de commerciële jaarrekening mogen worden gehanteerd. De harmonisatie heeft betrekking op de waardering van de activa en passiva. Zij heeft geen betrekking op de bijzondere regels die in het fiscale recht bestaan in de vorm van faciliteiten en beperkingen, zoals investeringsaftrek. Het volgen van fiscale waarderingsgrondslagen neemt niet weg dat de
winst- en verliesrekening wel een post winstbelasting dient te bevatten, omdat de aandeelhouders geïnteresseerd zijn in de winst na aftrek van belasting.

### Belgische wetgeving
De Belgische wetgeving ter zake is te vinden in:
- de wet van 17 juli 1975 op de boekhouding en de jaarrekening van de ondernemingen en
- het Wetboek van vennootschappen en verenigingen van 2019.

### Modellen
De modellen voor de (gewone) jaarrekening zijn te vinden
- voor Nederland: Besluit van 23 december 1983, tot vaststelling van modelschema's voor de inrichting van jaarrekeningen. Dit besluit bevat 19 verschillende modellen: Model A tot Model S.
- voor België: Koninklijk besluit van 30 januari 2001 tot uitvoering van het Wetboek van vennootschappen.  Dit besluit bevat in hoofdzaak twee modellen: het volledige model en het verkorte model voor kleine en middelgrote ondernemingen.  In beide gevallen kan de resultatenrekening op twee manieren gepresenteerd worden: in staffelvorm (kosten en opbrengsten per rubriek door elkaar) en in scontrovorm (kosten en opbrengsten volledig apart).